# Matej Tóth
Matej Tóth (Nitra, 10. veljače 1983. - ) je slovački atletičar specijaliziran za brzo hodanje, osvajač zlata na Svjetskom prvenstvu 2015. u Pekingu, čime je Slovačka osvojila prvo zlato na Svjetskim atletiskim prvenstvima i srebra na Europskom prvenstvu 2014. u Zürichu. Na Svjetskom kupu u brzom hodanju 2010. u Meksiku Tóth je u utrci na 50 km, s vremoenom 3:53:30 ostvario najbolji rezultat sezone, i osvojio zlatno odličje. Nastupio je i na Europskim kupovima u brzom hodanju 2011., gdje osvojio je zlato (1:23:53) i 2015. u Španjolskoj, gdje je s vremenom 1:20:21 osvojio srebrno odličje i ostvario svoj najbolji rezultat sezone.
2006. proglašen je najboljim slovačkim atletičarem godine. Osim atletikom, po zanimanju se bavi i novinarstvom.

## Vanjske poveznice
- Matej Tóth na IAAF-u